# Cantone di Juzennecourt
Il Cantone di Juzennecourt era una divisione amministrativa dell'Arrondissement di Chaumont.
A seguito della riforma approvata con decreto del 17 febbraio 2014, che ha avuto attuazione dopo le elezioni dipartimentali del 2015, è stato soppresso.

## Composizione
Comprendeva 15 comuni:
- Autreville-sur-la-Renne
- Blaisy
- Colombey-les-Deux-Églises
- Curmont
- Gillancourt
- Juzennecourt
- Lachapelle-en-Blaisy
- Lamothe-en-Blaisy
- Maranville
- Meures
- Montheries
- Rennepont
- Rizaucourt-Buchey
- Sexfontaines
- Vaudrémont